# Edvin Kanka Ćudić
Edvin Kanka Ćudić  (Brčko, 31. prosinca 1988.), bosanskohercegovački aktivist za ljudska prava, novinar, politolog, majstor borilačkih vještina, trenutačni koordinator UDIK-a i predstavnik Bosne i Hercegovine u Regionalnom savjetu REKOM mreže pomirenja. Prapraunuk je Ibrahimu Ustavdiću.

## Životopis
Edvin Kanka Ćudić rođen je u Brčkom 31. prosinca 1988. godine. Djetinjstvo provodi u Gračanici gdje završava osnovnu školu. Povratkom u Brčko, završio je Ekonomsku školu. Studirao je u Sarajevu i Istanbulu, a 2018. godine magistirirao je na Sveučilištu u Sarajevu. Majstor je japanskih borilačkih vještina: aikido, ju-jutsu i judo. Do 2008. godine bio je instruktor ju-jutsu u školama borilačkih vještina u Donjem Žabaru i Gornjem Zoviku kod Brčkog. Kao novinar (od 2008) surađivao je s mnogim medijima u BiH i susjedstvu uključujući Monitor, Oslobođenje i  Danas.
Od 2013. je koordinator UDIK-a iz Sarajeva. Prosinca 2019. izabran je za člana Regionalnog savjeta REKOM mreže pomirenja. Svojim djelovanjem i zalaganjem, Ćudić je uveliko doprinio memorizaciji ratnih zločina na Kazanima. Jedan je od inicijatora podizanja spomen-obilježja na tom lokalitetu.
Godina 2014. i 2018. u životopisnom leksikonu Ko je ko u Bosni i Hercegovini, Edvin Kanka Ćudić je uvršten među najutjecajnije osobe u Bosni i Hercegovini, čija djela i akcije pozitivno doprinose toj zemlji. Često je predmet prijetnji i napada ekstremista svih etničkih skupina u Bosni i Hercegovini.
Potpisnik je Deklaracije o zajedničkom jeziku, u kojoj se tvrdi da se u Hrvatskoj, Bosni i Hercegovini, Srbiji i Crnoj Gori govore nacionalne standardne varijante zajedničkog policentričnog standardnog jezika.

## Djela
- Taj maj '92. (Brčko, 2012)
- Ne u naše ime: s one strane srbijanskog režima (Sarajevo, 2019)

## Vanjske poveznice
- Edvin Kanka Ćudić: Treba preći preko nacionalnih i vjerskih barijara a to je ovom društvu i najteže— intervju s Edvinom Kankom Ćudićem na Ostra nuli
- (boš.) Razgovarao Ibro Čavčić: Edvin Kanka Ćudić za Novi.ba: Bakir Izetbegović ne bi posjetio Kazane da nije bilo nas!, Novi.ba. 16. lipnja 2016.

### Ostali projekti
|  | Zajednički poslužitelj ima još gradiva o temi Edvin Kanka Ćudić |
|  | Wikicitati imaju zbirke citata o temi Edvin Kanka Ćudić         |